# Lyctus pubescens
Lyctus pubescens es una especie de escarabajo de la pólvora del género Lyctus, categorizada en la tribu Lyctini, de la familia Bostrichidae. Fue descrita por Panzer en 1793.

## Distribución
Se distribuye por Europa: Albania, Austria, Bélgica, Bosnia y Herzegovina, Bulgaria, Croacia, Chequia (Bohemia, Moravia), Francia, Alemania, Grecia, Hungría, Italia, Liechtenstein, Luxemburgo, Moldavia, Montenegro, Países Bajos, Macedonia del Norte, Polonia, Portugal, Rumania, Rusia, Cerdeña, Serbia, Eslovaquia, Eslovenia, España, Suiza, Ucrania, Reino Unido y Asia: Armenia, Azerbaiyán, Chipre, Kazajistán y Turquía.